# Konstanty Pakosz
Konstanty Pakosz herbu Prawdzic (ur. ok. 1732 roku – zm. 10 września 1789 roku) – major 4. Regimentu Pieszego Buławy Polnej Litewskiej w 1778 roku, członek konfederacji słuckiej w 1767 roku, wyznawca kalwinizmu.
Zginął w pojedynku. 